# Karłowiec
Karłowiec est une localité polonaise de la gmina de Mirsk, située dans le powiat de Lwówek Śląski en voïvodie de Basse-Silésie.

## Histoire
De 1816 à 1945, Karlsberg fait partie de l'arrondissement de Lauban dans le district de Liegnitz au sein de la province de Silésie.